# Bedlington
Bedlington este un oraș în comitatul Northumberland, regiunea North East, Anglia. Orașul se află în districtul Wansbeck. 